# Xã Hardy, Quận Lee, Arkansas
Xã Hardy (tiếng Anh: Hardy Township) là một xã thuộc quận Lee, tiểu bang Arkansas, Hoa Kỳ. Năm 2010, dân số của xã này là 11 người.